# トゥラーニア
トゥラーニア（伊: Turania）は、イタリア共和国ラツィオ州リエーティ県にある、人口約240人の基礎自治体（コムーネ）。

## 地理

### 位置・広がり
リエーティ県南部のコムーネ。県都リエーティから南南東へ32kmの距離にある。

#### 隣接コムーネ
隣接するコムーネは以下の通り。括弧内のAQはラクイラ県、RMはローマ県所属を示す。
- カルソーリ (AQ)
- コッラルト・サビーノ
- コッレジョーヴェ
- ポッツァーリア・サビーナ
- ヴィヴァーロ・ロマーノ (RM)

### 気候分類・地震分類
トゥラーニアにおけるイタリアの気候分類 (it) および度日は、zona E, 2761 GGである。
また、イタリアの地震リスク階級 (it) では、zona 2B (sismicità media) に分類される。